# Krüdener (Adelsgeschlecht)

Stammwappen derer von Krüdener

Krüdener, auch Kruedener und Krüdener-Struve, ist der Name eines alten deutsch-baltischen Adelsgeschlechts. Zweige der Familie bestehen gegenwärtig fort.

## Geschichte
Bei den Krüdener handelt es sich um ein altes niedersächsisches Geschlecht, welches nachweislich am 11. November 1289 mit dem Ratsherrn in Riga Henricus Crudener erstmals urkundlich erschien. Bereits in der 3. Generation führte 1348 Henrich II. die Rigische Mannschaft als Feldhauptmann an. Als hanseatische Kaufleute besaßen die Krüdener im 14. Jahrhundert die nach ihnen benannten domus et curia Crudeners an der Rigemundepforte sowie die in der Düna gelegene insula Crudeneri. Gegen Ende des 14. Jahrhunderts ist das Geschlecht in den Vasallenstand als Lehnsnehmer des Erzstiftes übergetreten. So wurde Hans Crudener in den Jahren 1397 bis 1416 als Vasall des Erzbischofs urkundlich genannt. Die gesicherte Stammreihe der Familie beginnt mit Frederik Krudener († nach 1482), welcher 1472 Bevollmächtigter des Erzbischofs und 1477 Delegierter auf dem Landtag zu Wolmar war.
Der Stiftsvogt von Treyden, Jürgen von Krüdener († nach 1552), erwirkte am 12. September 1528 einen kaiserlichen Schutzbrief für seine Familie, verbunden mit einem Appellationsrecht am Reichskammergericht in Speyer. Anfang Juli 1535 wurde der Schutzbrief konfirmiert, verbunden mit einer kaiserlichen Wappenbestätigung und -mehrung.
Das durch die vor 1629 erfolgte Heirat des sächsischen Kammerjunkers Kasper II. († nach 1639) mit Maria von Pöllnitz gestiftete sächsische Haus ist um die Mitte des 17. Jahrhunderts bereits mit der Folgegeneration erloschen. Im Jahre 1803 wurde die Familie auch als in Mecklenburg als bedienstet aufgeführt.
Die Familie war in drei der baltischen Ritterschaften immatrikuliert. Zunächst erfolgte 1742 (Nr. 20) die Immatrikulation bei der Livländischen Ritterschaft für neun verschiedene Zweige der Krüdener a.d.H. Rosenbeck. Bei den Ritterbanken der Jahre 1745 und 1747 wurde ihnen dann die Matrikel-Nr. 21 zugewiesen. Die Eintragung in die estländischen Adelsmatrikel für das Haus Werder fand am 11. März 1847 statt. Schließlich immatrikulierte sich im Dezember 1842 der Stabskapitän Gotthard Ludwig von Kruedener (* 1807; † 1859) sowie 1858 dessen Bruder, der Kollegialrat Baron Gustav Emanuel von Kruederer (* 1801; † 1881) in die Oeselsche Ritterschaft.
Am 29. September 1855 wurde dem Gesamtgeschlecht durch Senatsukas (Nr. 7475) die russische Berechtigung zum Führen des Baronstitels gewährt.
Durch kaiserlichen Ukas vom 26. Januar 1877 kam es zur Namensvereinigung der Krüdener mit den Struve, für die Kinder des Dr. med. Gustav von Krüdener (* 1829; † 1868) und der Johanna Moritz (* 1838; † 1915), wiedervermählte Struve, als Adoptivkinder ihres Stiefvaters. Diese Linie nannte sich fortan Krüdener-Struve.
Entsprechend den Familientagsbeschlüssen von 1909, 1910 und 1912 bediente sich das Gesamtgeschlecht mehrheitlich der Namensschreibweise Kruedener.
Am 17. Februar 1967 wurde in Baden-Baden ein Familienverband gegründet, derselben Jahres in das Vereinsregister des Amtsgerichtes Baden-Baden eingetragen wurde.

## Besitz
Der historische Güterbesitz der Familie hatte seinen Schwerpunkt im Baltikum:
- Livland:
  - Lettischer Distrikt: Altenwoga, Annenhof (?), Ayasch, Bisterwolde, Brinkenhof-Sustel, Eigenangern, Essen, Fehren, Grothusenshof, Henselshof, Hohenheyde, Jägel, Jettsel (?), Koskul(l)shof, Krüdenershof, Kudum, Kurtenhof, Kussen, Lubey, Maikendorf, Metzküll, Napküll, Planup, Podsem, Posendorf, Pürkelsdorf, Roperbeck, Rosenbeck, Rosenblatt, Rujen-Großhof, Rüssel (anteilig), Sadsen, Sermus, Stammer (Blumenhof), Stopiushof, Tegasch (?), Wohlfahrtslinde und Zarnau
  - Estnischer Distrikt: Abenkat, Fennern, Halecht, Kaisma, Karlowa, Karlsberg, Kerimois, Kersel, Kirrumpäh-Koiküll, Kitzijerwe, Kosse, Krüdenershof, Lachmes mit Kleinhof, Löwenküll, Nawast, Neuhof, Pallamois, Pilcken, Pujat, Rastjerwe, Ropenhof, Somel, Suislep, Tammist, Tignitz und Weißensee
- Estland: Emmomäggie, Koik-Jendja mit Ubbokal, Schloss Werder (pfandweise)
- Kurland: Rinseln und Stabben
- Oesel: Euküll

Hinzu kamen Güter in Tavastehus län in Finnland sowie im Gouvernement Kiew und im Gouvernement Pskow in Russland

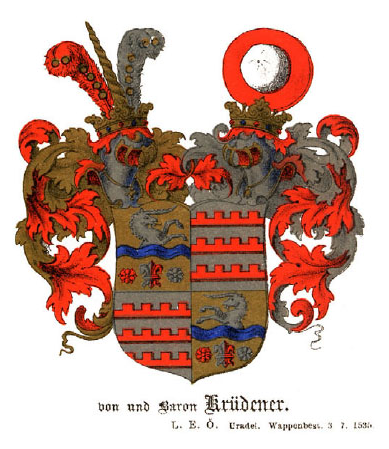
Wappen derer von Krüdener von 1535

## Wappen
Das Stammwappen zeigt in Silber drei vierfach gezinnte rote Balken . Auf dem Helm mit rot-silbernen Decken ein runder silberner Spiegel in breiter roter Einfassung.
Das Wappen von 1535 ist geviert; 1 und 4 in Gold ein blauer Strom, aus dem oben ein silbernes Einhorn mit goldenem Horn wächst, unten eine von Silber und Rot gespaltene Lilie, begleitet rechts von einer roten, links von einer silbernen Rose, je mit goldenen Butzen; 2 und 3 wie das Stammwappen. Zwei Helme: auf dem rechten Helm mit rot-goldenen Decken das aufgerichtete goldene Horn des Einhorns zwischen zwei Straußenfedern, die rechte rot, die linke silber, je pfahlweise belegt mit sechs goldene Pfennigen; aus dem Linken Helm die Decken und das Kleinod des Stammwappens.
Das Wappen von 1877, gleicht dem von 1535, jedoch mit silbernem Herzschild, darin ein von drei (2,1) goldenen Rosen begleiteter roter Balken (Struve).

## Angehörige
- Jürgen von Krüdener († nach 1552), 1514–1535 Stiftsvogt von Treyden
- Burckhard Alexius Constantin von Krüdener (1746–1802), russischer Diplomat, ⚭ Barbara Juliane von Krüdener, geb. von Vietinghoff genannt Scheel, (1764–1824), Beraterin des Zaren und Schriftstellerin
- Paul Alexander von Krüdener (1784–1858), russischer Diplomat, ⚭ 1855 Amalie von Krüdener, geb. von Lerchenfeld, (1808–1888)
- Nils Otto (russ. Anton) Gustav von Krüdener (1766–1838), russischer Oberst, Gouverneur von Perm, Wirklicher Staatsrat und Heroldmeister beim Senat
- Gotthard Ludwig von Krüdener (1772–1845), russischer Diplomat
- Karl Otto von Kruedener (1777–1856), russischer Generalmajor, Ritter des Vladimirorden, des Orden Pour le Mérite und des St. Georgs Ordens, Hofmeister bei Michael Pawlowitsch Romanow
- Peter von Krüdener († 1832), russischer Oberst, Träger des Pour le Mérite (Kriegsorden)
- Georg Alexander von Krüdener (1786–1852), russischer Diplomat
- Paul Gustav von Krüdener (1799–nach 1861), russischer Generalmajor
- Fabian Karl Wilhelm von Krüdener (1806–1867), russischer Generalleutnant, Kommandant von Narva und St. Petersburg
- Nikolai Karl Gregor von Krüdener (1811–1891), russischer General der Infanterie, Präsident des Warschauer Konsistoriums Evangelisch-Augsburgischer Konfession
- Richard von Krüdener (1820–1894), russischer Generalmajor
- Wassili Grigorjewitsch Perow (1834–1882), russischer Maler, natürlicher Sohn von Baron Georg von Krüdener
- Theodor Paul von Krüdener (1841–1898), russischer Generalmajor
- Karl von Krüdener (* 1862), russischer Generalmajor
- Alexander Baron von Kredener (1864–1953), Deputierter der russischen Reichsduma[7]
- Hans-Joachim von Kruedener (1906–1989), SS-Hauptsturmführer, Mitglied des SD, Hauptmann der Luftwaffe
- Jürgen von Kruedener (* 1938), deutscher Historiker; von 1987 bis 1993 Präsident an der Universität der Bundeswehr München
- Arthur Freiherr von Kruedener (1869–1951), Forstwissenschaftler, prägte den Begriff der Ingenieurbiologie
- Aaron Baron von Kruedener (* 1997), Politiker[8]